# 蒲吾縣
蒲吾县，中国古旧县名。
蒲吾在春秋时为晋国蒲邑，战国时为赵国番吾郡。西汉初年置县，取蒲邑、番吾各一字得名蒲吾，治所在今河北省石家庄市平山县东南（已被黄壁庄水库淹没），属恒山郡（后更名为常山郡）。三国、魏晋、北魏均袭汉制。北周宣政元年（578年），于蒲吾县置蒲吾郡。隋开皇三年（583年），撤销蒲吾郡，蒲吾县改隶恒州；开皇十六年（596年），析蒲吾县西部地区置房山县（今平山县）。大业元年（605年），蒲吾县被并入井陉县。